# Nematocampa benescripta
Nematocampa benescripta là một loài bướm đêm trong họ Geometridae.